# Pigia
Pigia is een geslacht van vlinders van de familie spanners (Geometridae), uit de onderfamilie Sterrhinae.

## Soorten
- P. flexistrigata Warren, 1900
- P. multilineata Hulst, 1887
- P. tergeminaria Herrich-Schäffer, 1855